# 뵈젠도르퍼
뵈젠도르퍼(독일어: L. Bösendorfer Klavierfabrik GmbH)는 오스트리아에 위치한 피아노 제조 회사이다. 스타인웨이, 야마하과 더불어 3대 명품 피아노로 알려져 있다.

## 연혁
1828년 오스트리아에서 이그나츠 뵈젠도르퍼가 창업했다. 이후 각국의 제실과 왕실 납품업자로 선정되거나 산업 박람회에서 입상하는 등 명성을 높여 간다. 제 2차 세계 대전 이후 한때 경영난에 빠져 경영이 미국 사업체에 옮긴 것도 있었지만, 2002년 오스트리아의 은행 그룹인 BAWAG PSK가 경영권을 취득하여 명실공히 오스트리아에 복귀했다. 그러나 2007년 다시 경영난에 빠져 2008년 야마하의 자회사가 되었다.
뵈젠도르퍼 피아노는 프란츠 리스트의 격렬한 연주에 견뎌낸 많은 피아니스트와 작곡가의 지지를 얻어, 수많은 역사적인 피아노 브랜드가 쇠퇴하는 가운데 그 인기를 오랫동안 스타인웨이와 양분해 왔다.
이것을 특히 애용하는 피아니스트로서는 빌헬름 박하우스가 유명하다. 재즈계에서는 오스카 피터슨이 "뵈젠 연주"로서 잘 알려져있다. 최근 피아니스트는 언드라시 시프, 파울 바두라-스코다, 외르크 데무스, 프리드리히 굴다, 발렌티나 리시차도 뵈젠도르퍼 피아노를 즐겨 사용하고 있다. 또한 스뱌토슬라프 리흐테르도 몇 장 원판을 남기고 있다.
한때 국제 피아노 콩쿠르에서 최고봉이라고 할 수 있는 쇼팽 국제 피아노 콩쿠르의 공식 피아노 중 하나였지만, 나중에 공식 피아노에서 제외되고 있다.